# Hotel Pollera w Krakowie

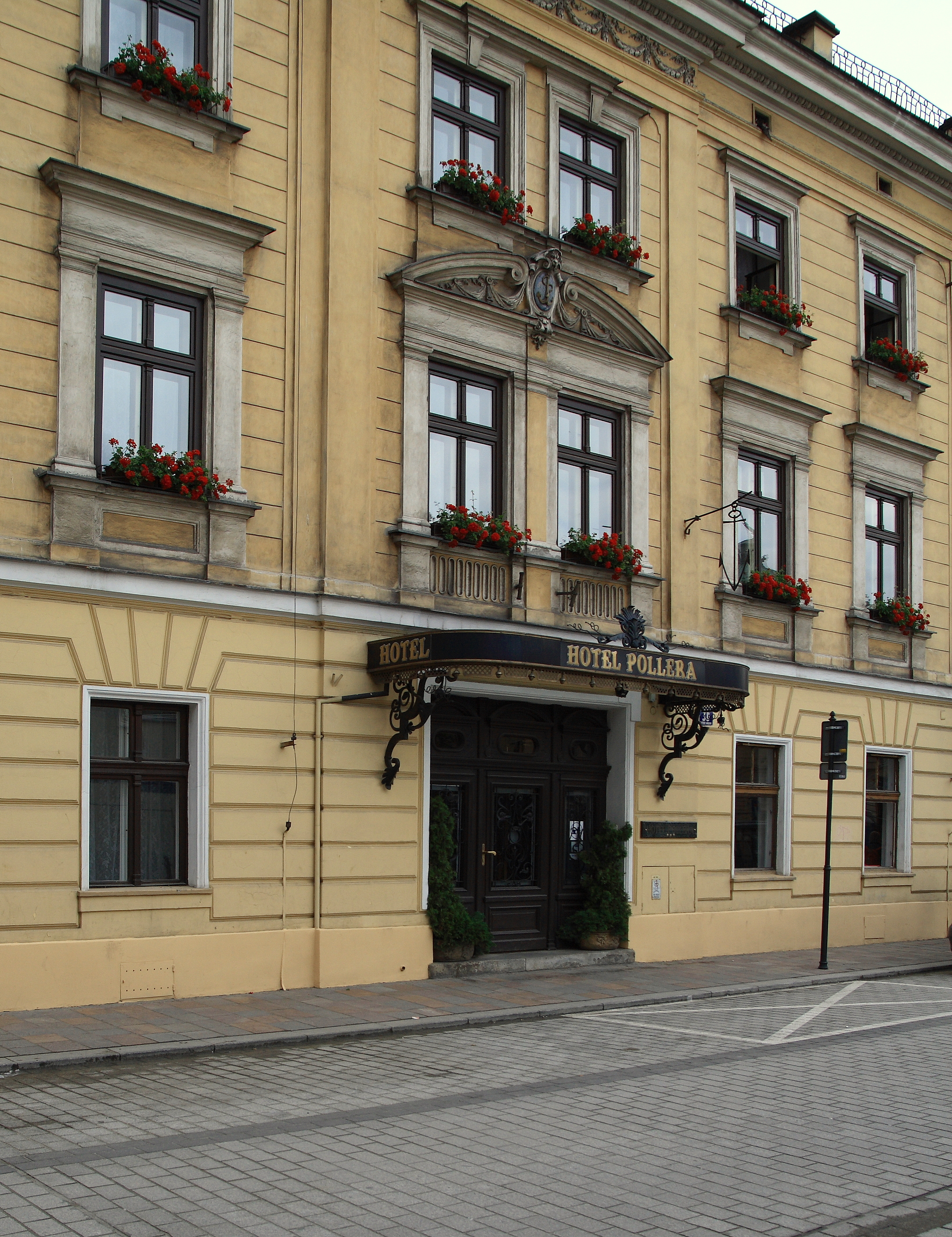
Hotel Pollera

Hotel Pollera – zabytkowy hotel znajdujący się w Krakowie przy ul. Szpitalnej 30, na rogu ulicy św. Marka i placu św. Ducha, na Starym Mieście.

## Historia
W średniowieczu w miejscu obecnego gmachu hotelu znajdowały się trzy kamienice mieszczańskie. Kamienica Bełchackich, położona najbardziej na południe – na rogu z ulicą św. Marka, została wzniesiona w XV wieku. W 1670 spłonęła i pozostawała w ruinie do początku XIX wieku, gdy została rozebrana, a na jej miejscu urządzono skwer. Środkowa Kamienica Pułczyńskich została zbudowana w XVI wieku (przez wcześniejszych właścicieli). W I połowie XVII wieku przebudowano ją i nadbudowano pierwsze piętro. W połowie XVIII wieku była własnością rodziny Pułczyńskich. Na początku XIX wieku popadła w ruinę. Kamienica Campioniego, położona najbardziej na północ, została wzniesiona w XV wieku. W połowie XVIII wieku miała dwa piętra. Na początku XIX wieku popadła w ruinę. 
W 1822 kamienice Pułczyńskich i Campioniego zostały zakupione przez B. Gostkowskiego, odremontowane i scalone na potrzeby Zajazdu „Pod Złotą Kotwicą”. Budynek posiadał przelotową sień i restaurację na parterze, pokoje gościnne na piętrze, a kuchnie i stajnie w oficynach. 
W 1834 budynek zakupił Kasper Poller i założył w nim hotel. Po wykupieniu, w 1844, narożnej działki po kamienicy Bełchackich, rozbudował go, tworząc dwupiętrowy gmach o długiej, symetrycznej fasadzie, połączony przewiązką z kamienicą przy ulicy św. Marka 22. W 1859 hotel przeszedł na własność Adolfa Pollera, a następnie Wandy Pollerowej. W czwartej ćwierci XIX wieku fasady uzyskały neorenesansowy wystój, zlikwidowano też drewniane ganki, zastępując je systemem wewnętrznych korytarzy, wprowadzono nowoczesne instalacje wodne i kanalizacyjne, a w elewacji tylnej zamontowano portal z rozebranej kamienicy przy ulicy Sławkowskiej 32.
Hotel już w XIX wieku był jednym z najdroższych i najbardziej renomowanych hoteli w Krakowie. W czasie II wojny światowej został zajęty przez Niemców. Po wojnie przez krótki czas był kwaterą dowództwa Armii Czerwonej. W 1945 stał się własnością Zbigniewa Chojnackiego, wnuka Wandy Pollerowej. W 1950 został upaństwowiony i przejęty przez Dyrekcję Hoteli Miejskich, a następnie Krakowskie Przedsiębiorstwo Turystyczne „Wawel-Tourist”. W 1990 został zwrócony Zbigniewowi Chojnackiemu.
W hotelu gościło wiele znanych osób m.in.: Zygmunt Szczęsny Feliński, Helena Modrzejewska, Henryk Sienkiewicz, Józef Piłsudski i Nikołaj Bierdiajew.

## Architektura
Gmach hotelu ma trzy kondygnacje. Elewacje frontowe reprezentują styl neorenesansowy. Posiadają bogatą dekoracje m.in.: boniowanie, gzymsy, frontony i lukarny. Główne wejście znajduje się od ulicy Szpitalnej. W jego osi, nad oknami pierwszego piętra, znajduje się kartusz z godłem przedstawiającym złotą kotwicę.
We wnętrzach budynku zachował się wystrój z początku XX wieku. Klatkę schodową hotelu zdobią secesyjne witraże zaprojektowane przez Stanisława Wyspiańskiego, a wykonane przez Stanisława Gabriela Żeleńskiego. Zachowała się również stolarka i balustrady.

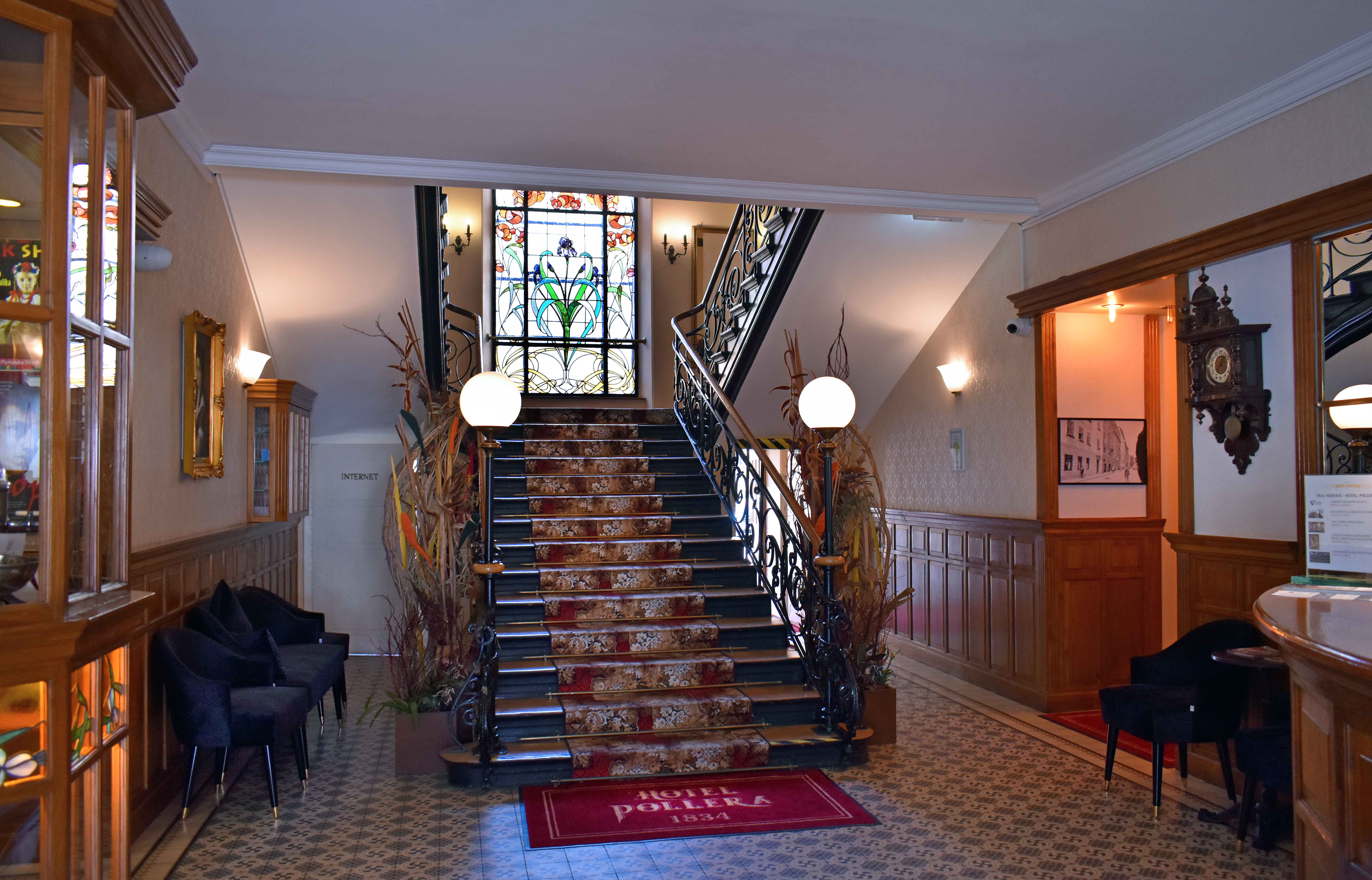
Wnętrze.
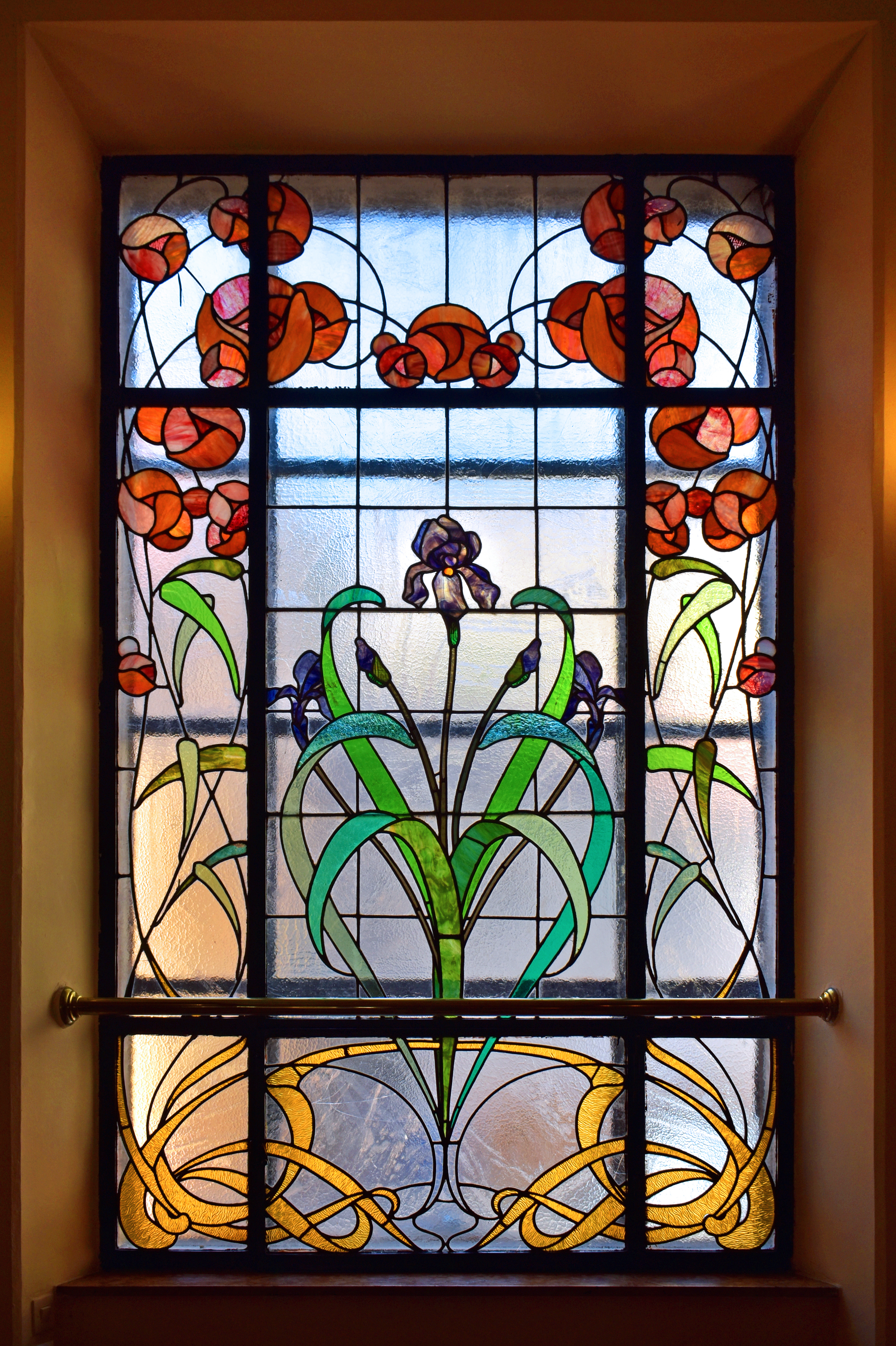
Witraż na I półpiętrze.
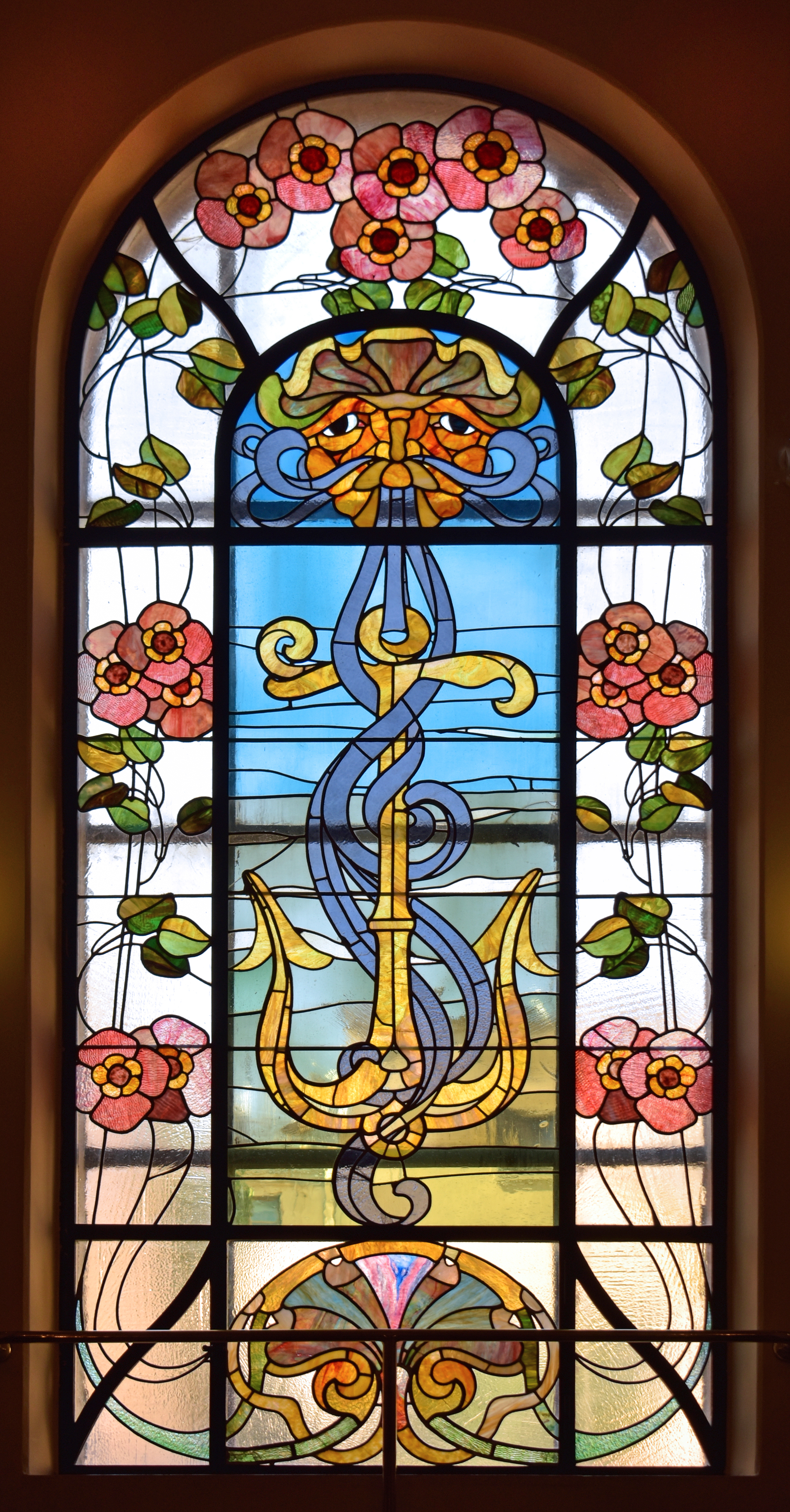
Witraż na II półpiętrze (złota kotwica).
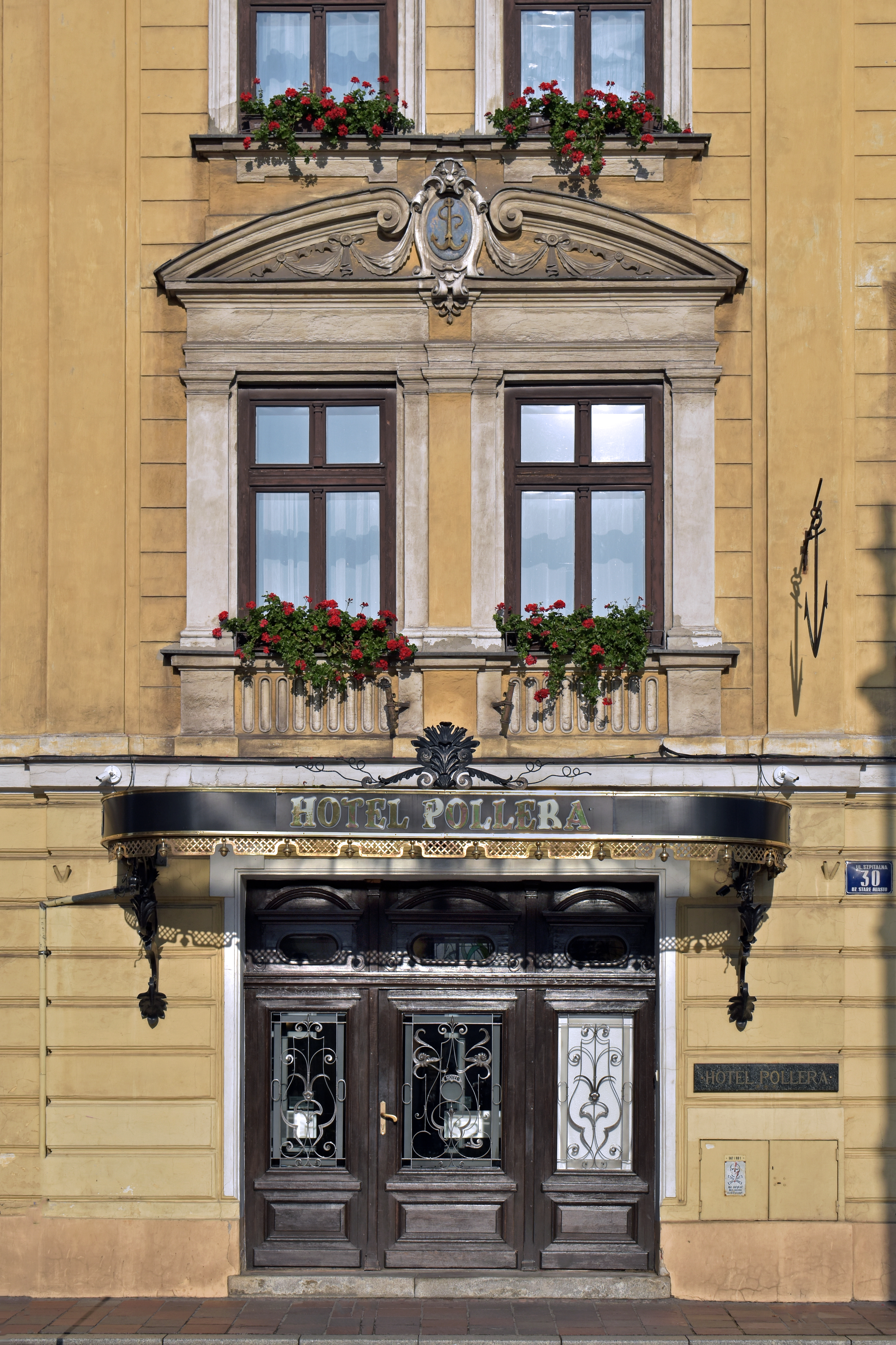
Wejście i symbole hotelu.